# 오사카 화물 터미널역
오사카 화물 터미널 역(일본어: 大阪貨物ターミナル駅)은 일본 오사카부 셋쓰시에 있는 일본화물철도의 화물역이다. 도카이도 본선 화물지선의 종단이다.

## 구조
도카이 여객철도 도카이도 신칸센 및 도리카이 차량기지로 따라 넓은 구내를 가진다.
컨테이너 승강장은 3면, 하역선은 6개이다. 착발선은 승강장의 북동쪽에 4개 부설되어, 여기부터 단선의 화물선이 스이타 신호장으로 연장된다. 게다가 역의 북쪽을 흐르는 아이 강의 북쪽 언덕부터, 동쪽을 향해서 분기해 오사카 부 주오 도매시장으로 향하는 전용선이 있지만, 사용되지 않는다.
컨테이너 승강장 위에는 컨테이너 검수고가 설치되어 있다. 검수작업과 구내로의 입환작업은 JR 화물 그룹의 JR 화물 간사이 로지스텍스로 위탁되고 있다. 이 외, 역 구내에는 일본운수창고의 오사카 영업소도 설치되어 있다.

## 취급하는 화물의 종류
- 컨테이너 화물
  - 12ft 컨테이너, 20ft · 30ft 대형 컨테이너, 20ft · 40ft ISO 규격 해상 컨테이너를 취급한다. 이것은 JR 화물이 취급하는 일이 나오는 전 종류의 컨테이너이다.
  - 와캬아마 오프레일 스테이션 · 후쿠치야마 오프레일 스테이션으로의 컨테이너 수송의 중계역으로 되어 있다.
- 산업 폐기물 · 특별관리 산업폐기물의 취득허가를 얻는다.

## 인접 정차역
| 도카이도 본선 화물 지선 | 도카이도 본선 화물 지선 | 도카이도 본선 화물 지선 |
| ----------------------- | ----------------------- | ----------------------- |
| 스이타 신호장 방면      | 도카이도 본선 화물 지선 | 시·종착역               |